# Danilo Klen
Danilo Klen (Trst, 6. rujna 1910. – Rijeka, 12. travnja 1990.) bio je povjesničar, pravnik, arhivist, akademik, član suradnik Jugoslavenke akademije znanosti i umjetnosti i upravitelj njezina Historijskog arhiva u Rijeci. Posmrtno je 1990. imenovan arhivskim savjetnikom.

## Životopis
Studij prava s doktoratom završio je 1934. na Pravnom fakultetu u Zagrebu. Od 1935. radio je u Financijskoj direkciji Savske banovine, a od 1939. u Osijeku u Odjelu za financijske poslove Banovine Hrvatske. Od 1941. radi u Državnoj riznici NDH, te od 1941. surađuje s partizanima. Od 1945. radio je u Ministarstvu financija NRH, od 1949. do 1951. bio je načelnik Planskoga sektora za Oblast Rijeku u Sekretarijatu Vlade NRH, a od 1951. radi i kao predavač na Pravnom fakultetu u Zagrebu. Sudjelovao je u radu državnih povjerenstava koja su pregovarala o vraćanju kulturnoga blaga iz Austrije i Italije nakon Drugog svjetskoga rata. 1952. postaje asistent u Jadranskom institutu JAZU u Rijeci, 1953. stručni suradnik, a 1958. viši znanstveni suradnik. Od 1963. do 1966. predavao je na Ekonomskom fakultetu u Rijeci. Od 1966. do umirovljenja 1973. direktor je Historijskoga arhiva u Rijeci. Od 1966. do 1976. urednik je njegova časopisa Vjesnik,  te od 1968. pokretač i urednik niza Posebna izdanja. Od 1977. bio je član suradnik JAZU.
Autor je više od 150 raznovrsnih radova iz arhivistike te iz povijesne, političke, pravne, gospodarske, etnološke i kulturne problematike zapadne Hrvatske, od srednjeg vijeka do 20. st.: Glagoljaš iz Orleca – borac protiv talijanizacije Cresa (1953.), Neki dokumenti o svećenstvu u Istri između dva rata (1955.), Privredno stanje Rijeke u doba Ilirije prema suvremenim izvještajima Trgovinske komore (1959.), Fragmeti Rašporskog urbara iz prve polovine 15. stoljeća (1960.), Mletačka eksploatacija istarskih šuma i obvezan prevoz drveta do luke kao specifičan državni porez od 15. do kraja 18. stoljeća. Danilo Klen bio je i glavni urednik i suautor prve sinteze Povijest Rijeke pisane na hrvatskom jeziku. Bio je i suautor više studija o povijesti riječke industrije (Tvornica papira Rijeka iz 1971., INA-Rafinerija Rijeka iz 1972., 3. maj. Složena organizacija udruženog rada brodograđevne industrije Rijeka iz 1984.). Istraživanje i povijesne činjenice koje je otkrio bile su polazište za rekonstrukciju Trke na prstenac u Barbanu koja je 14. kolovoza 1976. obnovljena te se od tada redovito održava u Barbanu u Istri.
Bavio se i prevođenjem (npr. dio tekstova za knjigu Nade Klaić Izvori za hrvatsku povijest do 1526. godine). Autor je i priređivač mnogobrojnih izložba i kataloga, među kojima se ističu stalni postavi o Istri i Rijeci na Brijunima (1955.), o glagoljici (Rijeka 1957.), te višestruko nagrađivana izložba Statuti, urbari i notari Istre, Rijeke, Hrvatskog primorja i otoka iz 1968. i 1969.
Danilo Klen umro je u noći s 12. travnja na 13. travnja u 80. godini života u Rijeci. Pokopan je u Rijeci na Trsatskom groblju. O njegovu životu i djelu u Zagrebu je 1990. održan znanstveni skup, te su radovi s tog skupa objavljeni u Rijeci 1993.

## Klenova tiha soba
Njegova privatna biblioteka, njegov radni stol i stolica čuvaju se u riječkoj Gradskoj knjižnici kao Spomen zbirka dr. Danila Klena ('Klenova tiha soba'), a opsežna ostavština nalazi se u Državnom arhivu u Rijeci.

## Nagrade i priznanja
- Dobitnik je nagrade »Marko Marulić« Čakavskoga sabora 1970.
- Dobitnik je dvije godišnje nagrade Grada Rijeke (1962. i 1969. godine), te nagrade Grada Rijeke za životno djelo iz 1989.[9]